# 中国驻吉布提大使列表
本列表为中華人民共和國驻吉布提历任大使名录。

## 历任中国驻吉布提大使

### 中华人民共和国驻吉布提大使（1979年至今）
1979年1月8日，中华人民共和国与吉布提共和国建交。
| 姓名   | 任命           | 任命           | 到任          | 递交国书       | 免职           | 免职           | 离任           | 外交衔级 | 外交职务     | 备注           |
| 姓名   | 全国人大常委会 | 主席           | 到任          | 递交国书       | 全国人大常委会 | 主席           | 离任           | 外交衔级 | 外交职务     | 备注           |
| ------ | -------------- | -------------- | ------------- | -------------- | -------------- | -------------- | -------------- | -------- | ------------ | -------------- |
| 姚广   | 1979年         | 不適用         | 1979年11月9日 | 1979年11月11日 | 1979年11月29日 | 不適用         | 1982年11月     | 大使     | 特命全权大使 | 驻埃及兼       |
| 姚广   | 1980年4月16日  | 不適用         | 1979年11月9日 | 1979年11月11日 | 1983年3月5日   | 不適用         | 1982年11月     | 大使     | 特命全权大使 | 驻法国兼       |
| 曹克强 | 1982年11月19日 | 不適用         | 未到任        | 不適用         | 1983年5月9日   | 不適用         | 不適用         | 大使     | 特命全权大使 | 驻法国兼       |
| 王昌义 | 1983年5月9日   | 不適用         | 1983年6月     | 1983年6月15日  | 1985年3月21日  | 1986年4月21日  | 1985年11月     | 大使     | 特命全权大使 |                |
| 许澄骅 | 1986年1月20日  | 1986年4月21日  | 1986年4月     | 1986年4月28日  | 1988年7月1日   | 1988年8月20日  | 1988年8月      | 大使     | 特命全权大使 |                |
| 顾家骥 | 1988年12月29日 | 不適用         | 未到任        | 不適用         | 1990年6月28日  | 1990年8月15日  | 1990年6月      | 大使     | 特命全权大使 | 驻埃塞俄比亚兼 |
| 孙治荣 | 1990年6月28日  | 1990年8月15日  | 1990年9月     | 1990年9月24日  | 1992年9月4日   | 1992年10月30日 | 1992年10月     | 大使     | 特命全权大使 |                |
| 杨永瑞 | 1992年9月4日   | 1992年10月30日 | 1992年11月    | 1992年11月     | 1994年8月31日  | 1994年11月16日 | 1994年11月     | 大使     | 特命全权大使 |                |
| 郭邦彦 | 1994年8月31日  | 1994年11月16日 | 1994年11月    | 1994年12月5日  | 1997年7月3日   | 1997年10月31日 | 1997年10月23日 | 大使     | 特命全权大使 |                |
| 孟宪科 | 1997年7月3日   | 1997年10月31日 | 1997年10月    | 1997年11月2日  | 2000年7月8日   | 2000年10月23日 | 2000年10月     | 大使     | 特命全权大使 |                |
| 关金地 | 2000年7月8日   | 2000年10月23日 | 2000年10月    | 2000年10月30日 | 2003年10月28日 | 2004年3月12日  | 2004年2月      | 大使     | 特命全权大使 |                |
| 沈江宽 | 2003年10月28日 | 2004年3月12日  | 2004年2月     | 2004年3月15日  | 2007年2月28日  | 2007年8月23日  | 2007年8月      | 大使     | 特命全权大使 |                |
| 王晓渡 | 2007年2月28日  | 2007年8月23日  | 2007年8月11日 | 2007年9月10日  | 2008年6月26日  | 2008年11月6日  | 2008年10月     | 大使     | 特命全权大使 |                |
| 张国庆 | 2008年6月26日  | 2008年11月6日  | 2008年11月1日 | 2008年11月10日 | 2012年10月26日 | 2013年4月22日  | 2013年3月      | 大使     | 特命全权大使 |                |
| 符华强 | 2012年10月26日 | 2013年4月22日  | 2013年4月30日 | 2013年5月15日  | 2018年2月24日  | 2018年8月8日   | 2018年7月      | 大使     | 特命全权大使 |                |
| 卓瑞生 | 2018年2月24日  | 2018年8月8日   | 2018年7月28日 | 2018年8月19日  | 2021年4月29日  | 2021年8月4日   | 2021年6月      | 大使     | 特命全权大使 |                |
| 胡斌   | 2021年4月29日  | 2021年8月4日   | 2021年7月14日 | 2021年8月12日  | 现任           |                |                | 大使     | 特命全权大使 |                |